# Chatham House
Chatham House, fundado en 1920, también conocido como el Instituto Real de Asuntos Internacionales, es una organización no gubernamental, sin ánimo de lucro, con sede en Londres, cuya misión es analizar y promover la comprensión de los principales asuntos internacionales y asuntos de actualidad. Se considera el equivalente inglés del Consejo de Relaciones Exteriores estadounidense.
Chatham House es considerado como una de las organizaciones más importantes del mundo en este ámbito y es el creador de la Regla Chatham House. Toma su nombre de su local, un monumento clasificado del siglo XVIII en St. James Square diseñado en parte por Henry Flitcroft y ocupado por tres primeros ministros británicos, entre ellos William Pitt, primer Conde de Chatham.

## Historia
En 1919 los delegados británicos y estadounidenses a la Conferencia de Paz de París, bajo la dirección de Lionel Curtis, concibieron la idea de un Instituto Anglo-Estadounidense de Asuntos Exteriores para estudiar los problemas internacionales con el fin de prevenir guerras futuras. Así fue fundado en Londres el Instituto Británico de Asuntos Internacionales en julio de 1920 y recibió su carta real en 1926 para convertirse en el Instituto Real de Asuntos Internacionales. Los delegados americanos desarrollaron el Council on Foreign Relations en Nueva York como una institución hermana. Ambas están ahora entre los principales think tanks de asuntos internacionales del mundo. El primer presidente fue Robert Cecil y Lionel Curtis el primer secretario.

## Presente
En el Global Go To Think Tanks Report de 2012 publicado por la Universidad de Pensilvania, Chatham House está clasificado como el segundo think tank más influyentes del mundo después de la Brookings Institution, y el think tank más influyente no estadounidense del mundo. En 2009, Chatham House también fue considerada el think tank no estadounidense más importantes por la revista Foreign Policy.
En abril de 2022, Chatham House fue calificada de "organización indeseable" en Rusia.

## Investigación y publicaciones
La investigación de Chatham House se estructura en cuatro ámbitos: Energía, Medio Ambiente y Recursos, Economía Internacional, Seguridad Internacional y Estudios de área y derecho internacional, que comprende programas regionales en África, América, Asia, Europa, Oriente Medio y África del Norte, y Rusia y Eurasia, junto al programa de Derecho Internacional. El departamento de seguridad internacional también incluye el Centro para la Seguridad de la Salud Global.
Chatham House edita la publicación académica International Affairs, así como la revista bimensual The World Today.

## Premio Chatham House
El Premio Chatham House es un premio anual otorgado al "estadista que según los miembros de Chatham House ha hecho la contribución más significativa a la mejora de las relaciones internacionales en el año anterior".

### Lista de ganadores
- 2005 	Presidente Viktor Yushchenko (Ucrania)
- 2006 	Presidente Joaquim Chissano (Mozambique)
- 2007 	Mozah bint Nasser al-Missned (Catar)
- 2008 	Presidente John Kufuor (Ghana)
- 2009 	Presidente Lula da Silva (Brasil)
- 2010 	Presidente Abdullah Gül Turquía)
- 2011 	Líder de la oposición birmana Aung San Suu Kyi (Myanmar)
- 2012 	Presidente Moncef Marzouki y Rachid Ghanuchi (Túnez)
- 2013 	Secretaria de Estado Hillary Rodham Clinton (Estados Unidos)
- 2014  Melinda Gates (Estados Unidos)
- 2015  Médicos Sin Fronteras (Francia)
- 2016  John Kerry y Mohammad Yavad Zarif (Estados Unidos) e (Irán), respectivamente.
- 2017  Juan Manuel Santos (Colombia)
- 2018  Comité para la Protección de los Periodistas (Estados Unidos)
- 2019  Sir David Attenborough y Dr. Julian Hector (Reino Unido)
- 2020  Jueces del Tribunal Constitucional de Malawi (Malawi)
- 2021  Premios especiales del Centenario:

Chatham House Centenary Changemakers Greta Thunberg (Suecia),  
Chatham House Centenary Lifetime Award Sir David Attenborough (Reino Unido),  
Chatham House Centenary Diversity Champion Melina Abdullah/Black Lives Matter (Estados Unidos)
- 2022  --- (---)
- 2023  Presidente Volodymyr Zelenskyy (Ucrania)
- 2024  Ministro de Asuntos Exteriores Donald Tusk (Polonia)